# Хадимухаметов, Гумир Мустафьевич
Гумир Мустафьевич Хадимухаметов (1906—1959) — капитан Советской Армии, участник Великой Отечественной войны, Герой Советского Союза (1944).

## Биография
Гумир Хадимухаметов родился 5 января 1906 года в селе Новобиксеентево (ныне затоплено, находилось на территории современного Мензелинского района Татарстана). С детства проживал в Анжеро-Судженске, работал на шахте. Позднее учился в пединституте, руководил школой. В 1928—1930 годах проходил службу в Рабоче-крестьянской Красной Армии. В 1941 году Хадимухаметов повторно был призван в армию. Окончил курсы усовершенствования командного состава. С ноября того же года — на фронтах Великой Отечественной войны.
К июню 1944 года старший лейтенант Гумир Хадимухаметов командовал ротой 732-го стрелкового полка 235-й стрелковой дивизии 43-й армии 1-го Прибалтийского фронта. Отличился во время освобождения Витебской области Белорусской ССР. 23 июня 1944 года рота Хадимухаметова прорвала немецкую оборону в районе деревни Жеребичи Шумилинского района и, захватив две линии траншей, вышла в тыл к основным силами противника в районе деревень Новосёлки и Завязье. В тех боях Хадимухаметов получил ранение, но остался в строю и, подняв в атаку свою роту, штурмом взял Завязье, нанеся немецким войскам большие потери.
Указом Президиума Верховного Совета СССР от 22 июля 1944 года старший лейтенант Гумир Хадимухаметов был удостоен высокого звания Героя Советского Союза с вручением ордена Ленина и медали «Золотая Звезда».
В 1946 году в звании капитана Хадимухаметов был уволен в запас. Проживал в Ростове-на-Дону, работал сначала директором зоопарка, а с 1958 года — заместителем председателя артели «Ростовский транспортник». Скончался 21 февраля 1959 года.
Был также награждён рядом медалей.